# Littorella australis
Littorella australis là một loài thực vật có hoa trong họ Mã đề. Loài này được Griseb. ex Benth. & Hook. f. mô tả khoa học đầu tiên năm 1876.